# قوزلوجة (مراغة)
قوزلوجة هي قرية في مقاطعة مراغة، إيران. عدد سكان هذه القرية هو 544 في سنة 2006.